# Glivar
Glivar je priimek v Sloveniji, ki ga je po podatkih Statističnega urada Republike Slovenije na dan 1. januarja 2010 uporabljalo 55  oseb in je med vsemi priimki po pogostosti uporabe uvrščen na 7.019. mesto.

## Znani nosilci priimka
- Gal Glivar (* 2002), kolesar
- Srečko Glivar (* 1966), kolesar in trener